# Mauritaanse parlementsverkiezingen (1975)
De Mauritaanse parlementsverkiezingen van 1965 vonden op 9 mei plaats voor het eenkamerparlement van het land, de Nationale Vergadering. De verkiezingen vonden plaats op basis van een eenpartijstelsel met de Parti du peuple mauritanien (PPM) als enige toegestane partij. Derhalve kwamen alle 70 zetels toe aan deze partij.
| Partij                    | Partij                      | Zetels                    | %      |
| ------------------------- | --------------------------- | ------------------------- | ------ |
|                           | Parti du peuple mauritanien | 70                        | 99,40  |
| Ongeldige stemmen/ Blanco | Ongeldige stemmen/ Blanco   | Ongeldige stemmen/ Blanco | 0,60   |
| Totaal                    | Totaal                      | 70                        | 100,00 |
| Bron: AED                 |                             |                           |        |

Het aantal geregistreerde kiezers bedroeg 661.416 waarvan er 578.201 (87,4%) hun stem uitbrachten.